# الحريف (مصياف)
الحريف قرية تتبع منطقة مصياف في غرب محافظة حماة في سورية.
تقع قرية الحريف غربي مركز محافظة حماة على بعد 50 كم وشمالي منطقة مصياف بـ 5 كم على طريق عام مصياف - قيرون ويمكن الوصول إليها من عدة طرق منها طريق عام مصياف – ديرماما. وتتميز قرية الحريف بموقعها الفريد حيث تعتبر نقطة التقاء السهل بالجبل وهي ذات طبيعة خضراء خلابة وتشتهر بزراعة الأشجار المثمرة مثل الجوز والرمان والزيتون والتين والعنب وزراعة الخضراوات نظراً لكثرة الينابيع وتوفر المياه بشكل دائم والزراعات الشتوية مثل الحبوب وتمتاز القرية بمناخ معتدل صيفاً وبارد نوعاً ما شتاءً.
ويبلغ عدد سكان قرية الحريف 3281 نسمة حسب إحصاءات السجل المدني لعام 2010م يشتغل معظم الأهالي بالزراعة وتربية الأبقار بالإضافة إلى الاهتمام المتزايد بالتحصيل العلمي.
تتصل قرية الحريف بالقرى المجاورة بشبكة طرق معبدة وجيدة وهي مصياف وحيالين ودير ماما والزينة وعنبورة وقيرون.
تشتهر قرية الحريف بوجود معلم أثري روماني (قناة مائية على نهر صغير) يعد ذا أهمية جيولوجية بالإضافة إلى أهميته الأثرية، لأن هذه المنطقة من أفضل المناطق الموجودة في سورية.

## المرافق والخدمات
يوجد في القرية العديد من المؤسسات الحكومية ومنها:
- البلدية التي أحدثت في عام 2007م ( مع العلم أن القرية كانت تتبع إدارياً إلى بلدية حيالين مصياف منذ عام 1983م ).
- مدرستا حلقة أولى + مدرسة حلقة ثانية + روضة أطفال
- جمعية فلاحية
- مركز استهلاكي لتوزيع أسطوانات الغاز إضافة إلى بعض المحلات التجارية والصناعية التي تزود أهالي القرية بجميع احتياجاتهم الضرورية واليومية .[1]